# Bój na łące
Bój na łące (ang. Hayfield Fight) – jedno ze starć wojny Czerwonej Chmury, stoczone 1 sierpnia 1867 pomiędzy żołnierzami armii amerykańskiej a Indianami, głównie Szejenami.

## Tło konfliktu
W lipcu 1867, po swym dorocznym Tańcu Słońca, zgrupowanie wojowników z plemienia Oglala pod wodzą Czerwonej Chmury spotkało się z Szejenami nad brzegami rzeki Little Bighorn, gdzie zdecydowali się zaatakować i zniszczyć Fort C.F. Smith i Fort Phil Kearny, przeciw którym działali już od roku w celu uniemożliwienia białym wędrowania przez ich ziemie tak zwanym szlakiem Bozemana. Nie mogąc dojść do zgody, który fort należy zaatakować jako pierwszy, wojownicy podzielili się na dwa duże zgrupowania, z których jedno – liczące 500–800 wojowników – ruszyło na Fort C.F. Smith, a reszta z Czerwoną Chmurą na Fort Phil Kearny.

## Starcie
29 lipca 1867 porucznik Sigismund Sternberg z 27. pułku piechoty stacjonującego w Forcie C.F. Smith, na czele 19 żołnierzy i 6 cywilnych kosiarzy, wyruszył z fortu na pobliskie (około 4 km od fortu) łąki nad brzegami rzeki Bighorn w Montanie, celem dokonania drugiego w tym roku pokosu traw na paszę dla koni. Tam zostali 1 sierpnia zaatakowani przez liczącą ponad 500 wojowników grupę Szejenów. Zostali wcześniej ostrzeżeni przez Indian z plemienia Wron, ale zbagatelizowali to ostrzeżenie.
Żołnierze, gdy usłyszeli strzały i indiańskie okrzyki wojenne, obsadzili korral zbudowany z gęstych, splątanych gałęzi wierzbowych opartych o podstawę z pni drzew, gdzie odpierali z powodzeniem – od wczesnego rana niemal do zachodu – powtarzające się ataki Indian, aż nadciągnęła odsiecz, która za pomocą kilku strzałów z haubicy rozproszyła Indian i ostatecznie zmusiła ich do odwrotu. W potyczce śmierć ponieśli porucznik Sternberg i sierżant Navin oraz jeden cywil, J.C. Hollister. Sternberg nie chciał walczyć ukryty za prowizoryczną osłoną i zginął od strzału w głowę.
Gdy poległ również sierżant, dowodzenie objął jeden z cywilów, Al Colvin, weteran wojny secesyjnej nazywany „kapitanem Colvinem”, i to jemu obrońcy zawdzięczali swój sukces. Innym źródłem sukcesu były nowoczesne karabiny powtarzalne Springfielda Model 1866 (w które wyposażono żołnierzy wkrótce po masakrze Fettermana – wcześniej amerykańska piechota używała powolnych karabinów jednostrzałowych), a także 16-strzałowy, niezwykle wydajny karabin Henry’ego, którego używał Colvin. Po bitwie policzono łuski i okazało się, że Colvin oddał ponad 300 strzałów do celów znajdujących się częstokroć w odległości mniej niż sto metrów.
Następnego dnia w bitwie na barykadzie wozów w pobliżu Fortu Phil Kearny większe siły Dakotów zostały pokonane w niemal ten sam sposób.